# Camille Simonin
Pour les articles homonymes, voir Simonin.
Camille Simonin est un homme politique français né le 5 octobre 1865 à Schirmeck (Bas-Rhin) et décédé le 5 janvier 1932 à Saint-Dié (Vosges).
Industriel, il est maire de Schirmeck et conseiller général. Il est emprisonné par les Allemands de 1914 à 1918. Il est député du Bas-Rhin de 1919 à 1924, inscrit au groupe de la Gauche républicaine démocratique.

## Distinctions
- Chevalier de la Légion d'honneur (27 juin 1925)[1]
- Médaille de la Reconnaissance française, argent

## Sources
1. ↑  « Recherche - Base de données Léonore », sur www.leonore.archives-nationales.culture.gouv.fr (consulté le 3 juillet 2023)

- « Camille Simonin », dans le Dictionnaire des parlementaires français (1889-1940), sous la direction de Jean Jolly, PUF, 1960 [détail de l’édition]
- Jean-Pierre Kintz et Léon Strauss, in Nouveau dictionnaire de biographie alsacienne, vol. 35, p. 3653